# Filmografia de Amy Adams

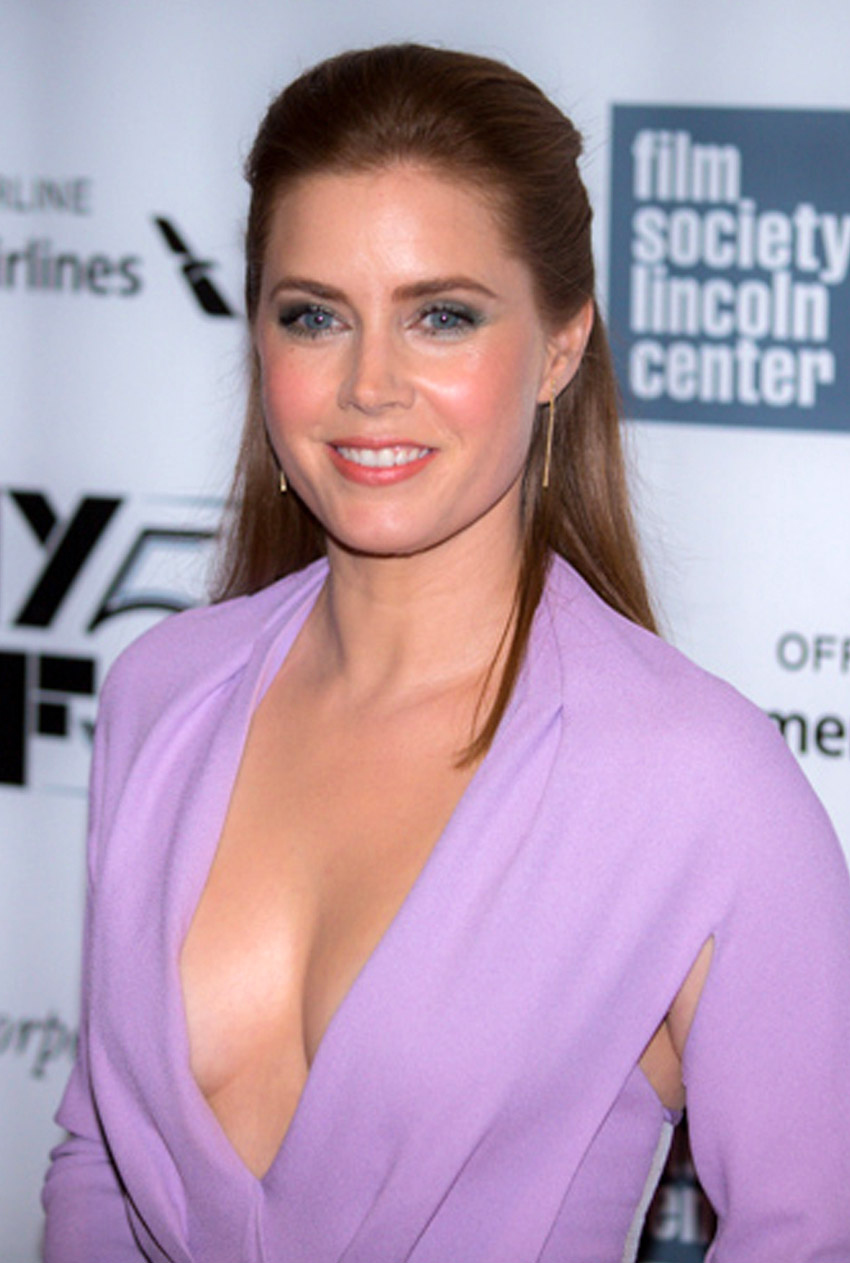
Amy Adams na estreia de Her durante o Festival de Cinema de Nova Iorque de 2013.

A atriz estadunidense Amy Adams teve sua estreia com um papel no filme de humor negro Drop Dead Gorgeous em 1999. Nos anos seguintes, Adams participou de diversas produções televisivas, incluindo as séries That '70s Show, Charmed e mais notoriamente Buffy the Vampire Slayer, além de pequenas atuações em longa-metragens. Em 2002, a atriz teve seu primeiro papel de destaque no cinema no drama biográfico Catch Me If You Can, dirigido por Steven Spielberg e estrelado por Tom Hanks e Leonardo DiCaprio. Contudo, o filme não rendeu-lhe destaque na imprensa como Spielberg esperava. Três anos mais tarde, Adams despontou com a comédia Junebug (2005) pela qual recebeu sua primeira indicação ao Óscar de Melhor Atriz Coadjuvante. No mesmo ano, estrelou também a comédia romântica The Wedding Date, gênero que repetiria em 2007, quando estrelou a comédia romântica da Disney, Enchanted. Por Enchanted, Adams recebeu o Prêmio Saturno na categoria de Melhor Atriz em Cinema e foi indicado pela primeira vez ao Globo de Ouro de Melhor Atriz em Comédia ou Musical.
Em 2008, Adams interpretou a freira Irmã James no drama Doubt, contracenando com Philip Seymour Hoffman e Meryl Streep e pelo qual recebeu sua segunda indicação ao Óscar de Melhor Atriz Coadjuvante. No ano seguinte, voltou a contracenar com Streep no aclamado drama Julie & Julia e deu vida a Amelia Earhart na comédia Night at the Museum: Battle of the Smithsonian, contracenando com Ben Stiller. Em 2010, Adams atuou no drama biográfico The Fighter, dirigido por David O. Russell, sendo indicada pela terceira vez ao Óscar de Melhor Atriz Coadjuvante. Em 2011, estrelou a comédia musical The Muppets. Em 2012, atuou em The Master, novamente ao lado de Hoffman e pela primeira vez ao lado de Joaquin Phoenix, tendo recebido sua quarta indicação ao Óscar em menos de dez anos.
No ano de 2013, Adams interpretou Lois Lane em Man of Steel, voltou a contracenar com Phoenix na ficção científica Her e estrelou o drama American Hustle, pelo qual recebeu o Globo de Ouro de Melhor Atriz em Comédia ou Musical e uma indicação inédita ao Óscar de Melhor Atriz. Em 2014, Adams estrelou o drama Lullaby e interpretou a artista americana Margaret Keane em Big Eyes, de Tim Burton. Por este último, recebeu um segundo Globo de Ouro consecutivo de sua carreira, tornando-se a quarta atriz da história do cinema a conseguir tal feito. Em 2016, voltou com o papel de Lois Lane no filme Batman v Superman: Dawn of Justice, um relançamento do Universo Estendido da DC, sendo o seu filme mais lucrativo até então. No mesmo ano, foi altamente elogiada por sua performance em Arrival e Nocturnal Animals.

## Filmografia

### Cinema
| Ano  | Título | Papel               | Diretor                         | Ref.   |
| ---- | --- | ------------------- | ------------------------------- | ------ |
| 1999 | Drop Dead Gorgeous br: Lindas de Morrer                                                                                          | Leslie Miller       | Michael Patrick Jann            |        |
| 2000 | Psycho Beach Party br: Horror na Praia Psicodélica                                                                               | Marvel Ann          | Robert Lee King                 |        |
| 2000 | The Chromium Hook | Jill Royaltuber     | James Stanger                   |        |
| 2000 | Cruel Intentions 2 pt: Estranhas Ligações 2 / br: Segundas Intenções 2                                                           | Kathryn Merteuil    | Roger Kumble                    |        |
| 2002 | The Slaughter Rule | Doreen              | Andrew J. Smith Alex Smith      |        |
| 2002 | Pumpkin br: Meu Namorado Pumpkin                                                                                                 | Alex                | Anthony Abrams                  |        |
| 2002 | Serving Sara pt/br: A Serviço de Sara                                                                                            | Kate                | Reginald Hudlin                 |        |
| 2002 | Catch Me If You Can pt: Apanha-me se Puderes / br: Prenda - me se For Capaz                                                      | Brenda Strong       | Steven Spielberg                |        |
| 2004 | The Last Run | Alexis              |                                 |        |
| 2005 | The Wedding Date pt: Um Homem de Sonho / br: Muito Bem Acompanhada                                                               | Amy Ellis           | Clare Kilner                    |        |
| 2005 | Standing Still br: A Última Noite de Solteiro                                                                                    | Elise               | Matthew Cole Weiss              |        |
| 2005 | Junebug br: Retratos de Família                                                                                                  | Ashley Johnsten     | Phil Morrison                   |        |
| 2005 | Stephen Tobolowsky's Birthday Party                                                                                              | Ela mesma           | Robert Brinkmann                |        |
| 2006 | Pennies | Charlotte Brown     |                                 |        |
| 2006 | Talladega Nights: The Ballad of Ricky Bobby pt: As Corridas Loucas de Ricky Bobby br: Ricky Bobby - A Toda Velocidade            | Susan               | Adam McKay                      |        |
| 2006 | Tenacious D in The Pick of Destiny pt: Tenacious D - Rock dos Infernos /br: Tenacious D: Uma Dupla Infernal                      | Mulher              | Liam Lynch                      |        |
| 2006 | The Ex br: O Ex-Namorado da Minha Mulher                                                                                         | Abby March          | Jesse Peretz                    |        |
| 2007 | Underdog pt: Underdog - O Super-Cão /br: Vira-Lata                                                                               | Polly (voz)         | Frederik Du Chal                |        |
| 2007 | Enchanted pt: Uma História de Encantar /br: Encantada                                                                            | Giselle             | Kevin Lima                      |        |
| 2007 | Charlie Wilson's War pt: Jogos de Poder /br: Jogos do Poder                                                                      | Bonnie Bach         | Mike Nichols                    |        |
| 2008 | Sunshine Cleaning pt/br: Trabalho Sujo                                                                                           | Rose Lorkowski      | Christine Jeffs                 |        |
| 2008 | Miss Pettigrew Lives for a Day pt/br: A Vida num só Dia                                                                          | Delysia Lafosse     | Bharat Nalluri                  |        |
| 2008 | Doubt pt/br: Dúvida | Irmã James          | John Patrick Shanley            |        |
| 2009 | Night at the Museum: Battle of the Smithsonian pt: À Noite, no Museu 2 /br: Uma Noite no Museu 2                                 | Amelia Earhart      | Shawn Levy                      |        |
| 2009 | Julie & Julia pt/br: Julie & Julia                                                                                               | Julie Powell        | Nora Ephron                     |        |
| 2009 | Moonlight Serenade pt/br: Moonlight Serenade                                                                                     | Chloe               | Giancarlo Tallarico             |        |
| 2010 | Leap Year pt: Tinhas Mesmo Que Ser Tu... / br: Casa Comigo?                                                                      | Anna Brady          | Anand Tucker                    |        |
| 2010 | Love & Distrust pt/br: Amor & Suspeita                                                                                           | Charlotte Brown     | Warner Loughlin Diana Valentine |        |
| 2010 | The Fighter pt: The Fighter: Último Round / br: O Vencedor                                                                       | Charlene Fleming    | David O. Russell                |        |
| 2011 | The Muppets pt: Os Marretas / br: Os Muppets                                                                                     | Mary                | James Bobin                     |        |
| 2012 | On the Road pt: Pela Estrada Fora / br: Na Estrada                                                                               | Jane / Joan Vollmer | Walter Salles                   |        |
| 2012 | The Master pt: O Mentor / br: O Mestre                                                                                           | Peggy Dodd          | Paul Thomas Anderson            |        |
| 2012 | Trouble with the Curve pt: As Voltas da Vida / br: Curvas da Vida                                                                | Mickey Lobel        | Robert Lorenz                   |        |
| 2013 | Man of Steel pt: Homem de Aço / br: O Homem de Aço                                                                               | Lois Lane           | Zack Snyder                     |        |
| 2013 | Her pt: Uma História de Amor / br: Ela                                                                                           | Amy                 | Spike Jonze                     |        |
| 2013 | American Hustle pt: Golpada Americana / br: Trapaça                                                                              | Sydney Prosser      | David O. Russell                |        |
| 2014 | Lullaby pt / br: Lullaby | Emily               | Andrew Levitas                  |        |
| 2014 | Big Eyes pt: Olhos Grandes / br: Grandes Olhos                                                                                   | Margaret Keane      | Tim Burton                      |        |
| 2016 | Batman v Superman: Dawn of Justice pt: Batman vs Super-Homem: O Despertar da Justiça br: Batman vs Superman: A Origem da Justiça | Lois Lane           | Zack Snyder                     |        |
| 2016 | Arrival pt: O Primeiro Encontro / br: A Chegada                                                                                  | Drª Louise Banks    | Denis Villeneuve                | [ 10 ] |
| 2016 | Nocturnal Animals pt/br: Animais Noturnos                                                                                        | Susan Morrow        | Tom Ford                        |        |
| 2017 | Justice League pt/br: Liga da Justiça                                                                                            | Lois Lane           | Zack Snyder                     |        |

### Televisão
| Ano  | Título                                                                                   | Papel                           | Diretor                    | Ref.   |
| ---- | ---------------------------------------------------------------------------------------- | ------------------------------- | -------------------------- | ------ |
| 2000 | That '70s Show pt: Que Loucura de Família / br: That '70s Show                           | Kat Peterson                    | David Trainer              | [ 13 ] |
| 2000 | Charmed pt: As Feiticeiras / br: Jovens Bruxas                                           | Maggie Murphy                   | James L. Conway            | [ 14 ] |
| 2000 | Zoe, Duncan, Jack and Jane                                                               | Dinah                           | Robert Berlinger           | [ 15 ] |
| 2000 | Providence pt/br: Providence                                                             | Becka                           |                            | [ 16 ] |
| 2000 | Buffy the Vampire Slayer pt: Buffy - A Caçadora de Vampiros / br: Buffy, a Caça-Vampiros | Beth Maclay                     | Fran Rubel Kuzui           | [ 17 ] |
| 2001 | Smallville pt: Smallville / br: Smallville - As Aventuras do Superboy                    | Jodi Melville                   | David Nutter               | [ 18 ] |
| 2002 | The West Wing pt: Os Homens do Presidente / br: West Wing: Nos Bastidores do Poder       | Cathy                           | Thomas Schlamme John Wells | [ 19 ] |
| 2004 | King of the Hill br: O Rei do Pedaço                                                     | Misty Merilynn / Sunshine (voz) | John Rice                  | [ 20 ] |
| 2004 | Dr. Vegas                                                                                | Alice Doherty                   |                            | [ 21 ] |
| 2005 | The Office                                                                               | Kathy                           |                            | [ 22 ] |
| 2008 | Saturday Night Live                                                                      | Ela mesma                       |                            | [ 23 ] |